# 1994年中華民國省市長暨省市議員選舉

1994年中華民國省市長選舉結果：
KMT所贏得之臺灣省及高雄市。
DPP所贏得之臺北市。
沒有舉行選舉之福建省。

1994年中華民國省市長暨省市議員選舉，是中華民國臺灣省之省長及省議員與兩個直轄市（臺北市、高雄市）之市長及市議員的直接選舉，於1994年12月3日進行投票。此次選舉包括首次進行的臺灣省省長直選與升格為直轄市後首次進行的臺北市市長及高雄市市長選舉，是歷來第一次全臺的一級行政區首長同時普選（1950年－1951年中華民國縣市長選舉屬二級行政區首長選舉），因而意義重大，但在省市長選舉及省市議員選舉方面皆沒有牽涉到已被虛級化的福建省。

## 概論
各省市之省市長選舉當選者及次高票者之名單（粗體者為時任官派行政首長）：
| 省／院轄市 | 當選者（登記政黨）    | 次高票者（登記政黨）  |
| ---------- | --------------------- | --------------------- |
| 臺灣省     | 宋楚瑜（ 中國國民黨） | 陳定南（ 民主進步黨） |
| 臺北市     | 陳水扁（ 民主進步黨） | 趙少康（ 新黨）       |
| 高雄市     | 吳敦義（ 中國國民黨） | 張俊雄（ 民主進步黨） |

各省市之省市議員選舉席次：
| 政黨         | 臺灣省 | 臺北市 | 高雄市 |
| ------------ | ------ | ------ | ------ |
| 中國國民黨   | 48席   | 20席   | 23席   |
| 民主進步黨   | 23席   | 18席   | 11席   |
| 新黨         | 2席    | 11席   | 2席    |
| 勞動黨       | -      | -      | 0席    |
| 無黨籍及其他 | 6席    | 3席    | 8席    |

## 臺灣省

### 選舉結果

1994年中華民國臺灣省省長選舉結果（鄉鎮市區級）

此次省長選舉是中華民國政府遷臺後，首次進行的大型首長選舉，由中國國民黨提名的時任官派臺灣省政府主席宋楚瑜以五成六的票數高票當選首任民選省長。民主進步黨提名的前宜蘭縣縣長與立委陳定南則得到三成九的票數。在省議員選舉方面，國民黨獲得五成餘的票數，民進黨則獲得三成餘的票數。

#### 省長
| 號次     | 黨籍       | 姓名     | 得票       | 得票率     | 當選       |
| -------- | ---------- | -------- | ---------- | ---------- | ---------- |
| 1        | 無黨籍     | 蔡正治   | 37,256     | 0.44%      |            |
| 2        | 新黨       | 朱高正   | 362,377    | 4.31%      |            |
| 3        | 中國國民黨 | 宋楚瑜   | 4,726,012  | 56.22%     |            |
| 4        | 無黨籍     | 吳梓     | 25,398     | 0.30%      |            |
| 5        | 民主進步黨 | 陳定南   | 3,254,887  | 38.72%     |            |
| 選舉人數 | 選舉人數   | 選舉人數 | 11,184,258 | 11,184,258 | 11,184,258 |
| 投票數   | 投票數     | 投票數   | 8,517,124  | 8,517,124  | 8,517,124  |
| 有效票   | 有效票     | 有效票   | 8,405,930  | 8,405,930  | 8,405,930  |
| 無效票   | 無效票     | 無效票   | 111,194    | 111,194    | 111,194    |
| 投票率   | 投票率     | 投票率   | 76.15%     | 76.15%     | 76.15%     |

#### 省議員
| 政黨                 | 共79席     | 共79席     | 共79席     |
| -------------------- | ---------- | ---------- | ---------- |
| 政黨                 | 席次       | 得票數     | 得票率     |
| 中國國民黨           | 48         | 4,223,995  | 51.0%      |
| 民主進步黨           | 23         | 2,693,353  | 32.5%      |
| 新黨                 | 2          | 309,648    | 3.7%       |
| 無黨籍及未經政黨推薦 | 6          | 1,051,015  | 12.7%      |
| 選舉人數             | 11,111,460 | 11,111,460 | 11,111,460 |
| 投票數               | 8,480,041  | 8,480,041  | 8,480,041  |
| 有效票               | 8,277,831  | 8,277,831  | 8,277,831  |
| 無效票               | 202,210    | 202,210    | 202,210    |
| 投票率               | 76.32%     | 76.32%     | 76.32%     |

## 臺北市

### 政治背景
臺北市為中華民國政府所在地，享有首都的地位，亦為臺灣政治、經濟中心，是臺灣人口最多、最繁榮的都市，總統府及中央政府各單位也都位於臺北市境內。因此臺北市市長由於身為臺北市最高的行政首長，其全國性的代表意義十分重要，掌握的資源也非常豐富。由於臺北市是全國外省人比例最高的縣市，故外省族群在臺北市的影響力也較臺灣其他縣市大，也因為外省聚落較多、公教人員的比率高，中國國民黨的經營也較深。1980年代以前，外省人群聚的眷村通常為國民黨的鐵票區，此區域通常被稱為「黃復興黨部」。
在1951年至1967年期間，臺北市為省轄市，並實施地方自治，由市民直選市長。由於此時期所舉行的市長選舉，當選者中本省籍的非國民黨籍人士較多，故臺北市當年亦曾經被黨外人士稱為「民主聖地」。在1951年市長選舉中，黨外人士吳三連得到九萬兩千餘票，以六成六的得票率成為臺北市的首任民選省轄市市長。而1954年的臺北市長選舉則由黨外人士高玉樹勝出。不過在1957年市長選舉中，由國民黨籍的黃啟瑞當選，且在1960年市長選舉中黃啟瑞成功獲得連任。而在1964年市長選舉中，黨外人士高玉樹則以五成二的得票率擊敗國民黨籍的周百鍊。
在1967年至1994年期間，由於臺北市被改制成為直屬中央的直轄市，臺北市市長為中央政府官派，不過市長亦皆為臺灣本省籍的人士。此次選舉是臺北市改制為直轄市後第一次舉行的市長選舉。

### 候選人與競選過程
此次選舉中，中國國民黨對提名參選的人選非常不穩定，亦曾傳出是前臺北縣縣長林豐正。最後李登輝總統選擇了時任官派市長的黃大洲。民主進步黨方面，有立委謝長廷及陳水扁參與市長提名初選，1994年7月17日，民進黨兩階段初選民調中，謝長廷在第一階段幹部投票中落敗，隔日謝長廷宣布退出第二階段初選，立即獲陳水扁當面邀請出任競選總幹事。:326最後陳水扁得到民進黨的提名。新黨則派出立法委員趙少康參選。
黃大洲在選戰中以「臺北新象大洲情」作為口號，被陳水扁陣營用臺語揶揄為「臺北親像大蟾蜍」還有辯論會的「臺北怪現象大洲表錯情」。趙少康以「中華民國保衛戰」作為號召，在辯論會中以誇張動作喊出「臺灣就要毀滅了！」，並攻擊總統李登輝是縱容義和團的慈禧太后；民進黨則是法西斯，並揚言如果全民計程車行敢包圍法院，他就要「通通抓起來」，更問道陳水扁主不主張臺灣獨立，衝著高喊三聲「中華民國萬歲」。都成為當時名言。陳水扁在辯論中以「有這麼嚴重嗎？」作為對趙少康的「中華民國保衛戰」回應，並抨擊黃大洲任內臺北捷運追加預算，以及批評趙少康的主張是反民主、反社區主義及反市民主義。
謝長廷曾分析，當時趙少康陣營以打李登輝、將族群的苦難歸咎在李登輝支持臺獨、打壓外省人；並把社會分化為臺獨及反臺獨兩個族群，意圖囊括反臺獨的票，趙少康再專攻公共政策，試圖擴張到中間選民。因此謝長廷和選戰幕僚研判，應該把趙少康「打」回去，讓他分化到黃大洲的票，不讓他往公共政策層面擴散。為避免喊出「快樂、希望」的陳水扁沉下臉和趙少康辯護，模糊形象。在選戰中，陳水扁繼續保持快樂的笑容，由謝長廷向趙少康提出「每日一問」，打擊趙少康因推動陽光法案而出名的形象。第一問問趙少康財產登記的問題，第二問問土地問題；第三問問趙少康言行不一；第四問問趙少康曾向《讀賣新聞》說過要聯合中國對付臺灣人的問題。:330面對土地問題，擅長製造話題的趙少康馬上表示謝長廷如果願意繳四百萬的土地增值稅，他可以把他擁有兩塊內湖保護區內的山坡地送給謝長廷，然而趙少康始終沒有正面答覆謝長廷在「每日一問」中提到購買土地的動機問題。:330-331
謝長廷在思考後決定接受這兩塊土地，把新聞熱度延續下去，他以群眾募款的方式，1994年12月10日，在中山足球場陳水扁謝票晚會即募得219萬，最終於1995年1月募得396萬，在獲得趙少康贈送土地後，謝長廷於1995年6月將土地轉贈給育成殘障福利事業基金會，作為心智障礙者的庇護農場。:331
在競選期間，陳水扁所提出的「走出悲情，迎向希望」以及把台北市建為「快樂的市民、希望的城市」等文宣，以「快樂·希望·陳水扁」為口號，得到許多中間選民的認同。而國民黨與新黨則互相攻擊，且在關鍵時刻情治單位傳出「棄黃保趙」耳語，而新黨部分又因為當時代表參選省長的候選人朱高正在11月發表的「五通電話論」影響選民觀感，間接拖累趙少康的得票率。最終在國民黨與新黨的互搶選票之下，陳水扁以近四成四選票勝出，臺北市也首度由民進黨攻下。

### 選舉結果

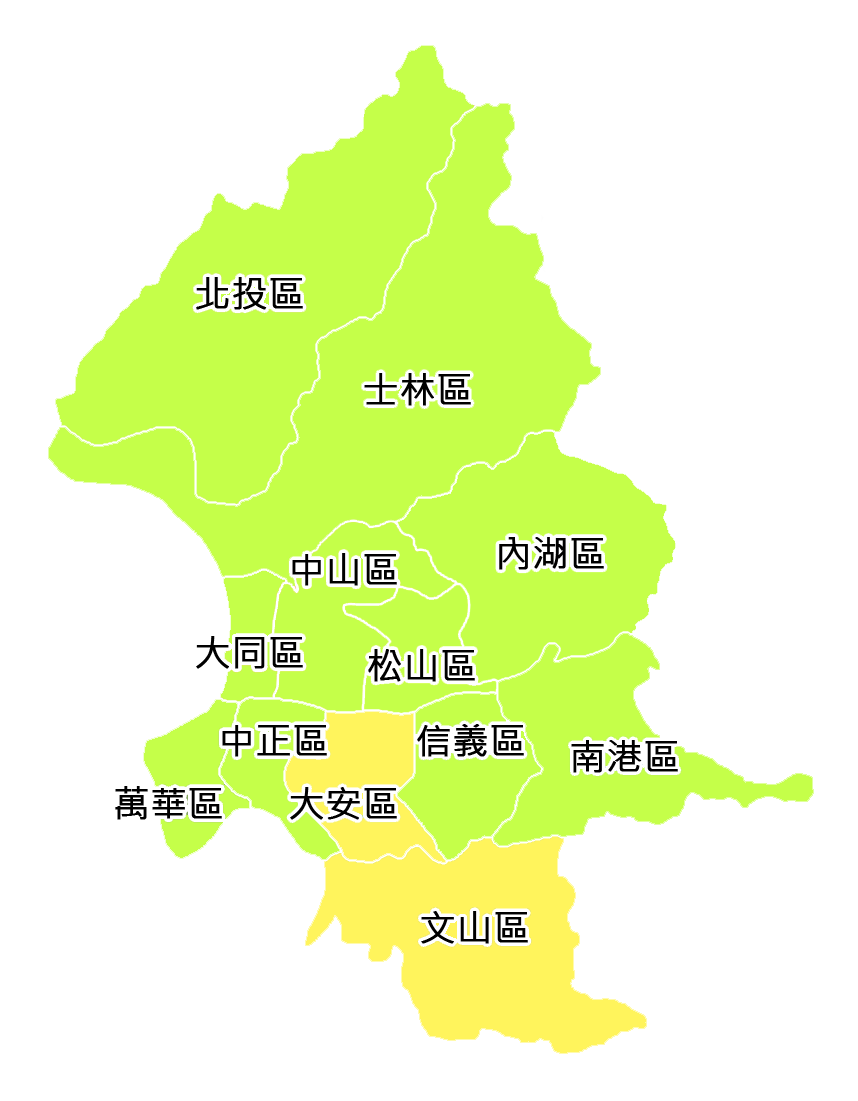
1994年中華民國臺北市市長選舉結果：
陳水扁領先但得票率小於百分之六十。
趙少康領先但得票率小於百分之六十。

臺北市長首屆的選舉，由民進黨提名的陳水扁以近四成四的票數當選，新黨提名的趙少康以三成的票數高票落選，而國民黨提名的黃大洲僅獲得兩成六的選票。在市議員選舉方面，國民黨獲得三成九的票數，民進黨獲得三成的票數，而新黨則獲得兩成一的票數。

#### 市長
| 號次     | 黨籍       | 姓名     | 得票      | 得票率    | 當選      |
| -------- | ---------- | -------- | --------- | --------- | --------- |
| 1        | 無黨籍     | 紀榮治   | 3,941     | 0.28%     |           |
| 2        | 新黨       | 趙少康   | 424,905   | 30.17%    |           |
| 3        | 民主進步黨 | 陳水扁   | 615,090   | 43.67%    |           |
| 4        | 中國國民黨 | 黃大洲   | 364,618   | 25.89%    |           |
| 選舉人數 | 選舉人數   | 選舉人數 | 1,816,986 | 1,816,986 | 1,816,986 |
| 投票數   | 投票數     | 投票數   | 1,426,852 | 1,426,852 | 1,426,852 |
| 有效票   | 有效票     | 有效票   | 1,408,554 | 1,408,554 | 1,408,554 |
| 無效票   | 無效票     | 無效票   | 18,298    | 18,298    | 18,298    |
| 投票率   | 投票率     | 投票率   | 78.53%    | 78.53%    | 78.53%    |

#### 市議員
| 政黨                 | 共52席    | 共52席    | 共52席    |
| -------------------- | --------- | --------- | --------- |
| 政黨                 | 席次      | 得票數    | 得票率    |
| 中國國民黨           | 20        | 544,670   | 39.1%     |
| 民主進步黨           | 18        | 419,505   | 30.1%     |
| 新黨                 | 11        | 302,409   | 21.7%     |
| 中國忠義黨           | 0         | 66        | 0.005%    |
| 無黨籍及未經政黨推薦 | 3         | 128,029   | 9.2%      |
| 選舉人數             | 1,811,825 | 1,811,825 | 1,811,825 |
| 投票數               | 1,422,920 | 1,422,920 | 1,422,920 |
| 有效票               | 1,394,679 | 1,394,679 | 1,394,679 |
| 無效票               | 28,241    | 28,241    | 28,241    |
| 投票率               | 78.54%    | 78.54%    | 78.54%    |

## 高雄市

### 政治背景
高雄市在經歷由公民直選市長的省轄市時期，以及由中央政府派任市長的直轄市時期後，已經長期由國民黨執政。在1951年至1979年期間，高雄市長民選時代的八屆市長選舉中，黨外人士先後當選過三屆市長，僅比資源十分雄厚的國民黨籍人士少兩屆。而在1979年至1994年期間，由於高雄市被改制成為直屬中央政府的院轄市，故高雄市市長為中央政府官派。此次選舉是高雄市改制為直轄市後第一次舉行的市長選舉。

### 選舉結果

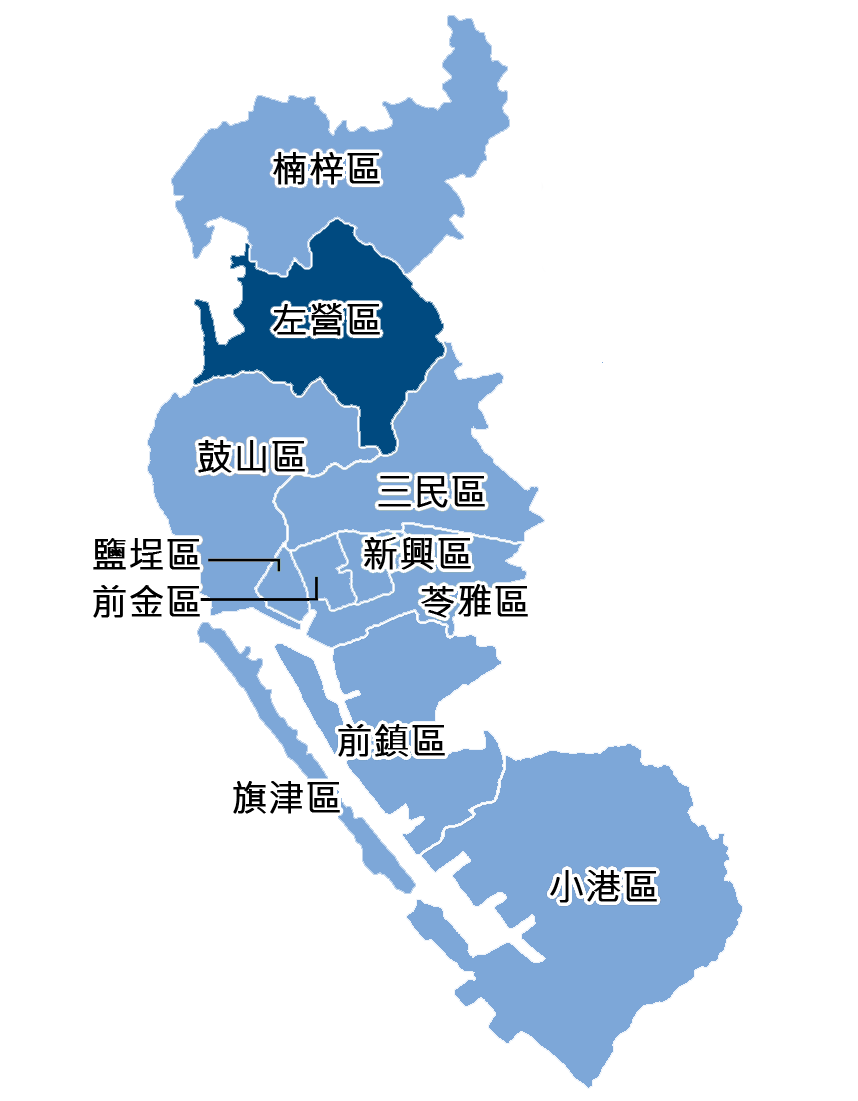
1994年中華民國高雄市市長選舉結果：
吳敦義領先且得票率超過百分之六十。
吳敦義領先但得票率小於百分之六十。

高雄市長首屆的選舉，由國民黨提名的時任官派市長吳敦義當選。而在第四屆高雄市議員選舉中，國民黨也剛好獲得過半的席次。

#### 市長
| 號次     | 黨籍       | 姓名     | 得票    | 得票率  | 當選    |
| -------- | ---------- | -------- | ------- | ------- | ------- |
| 1        | 中國國民黨 | 吳敦義   | 400,766 | 54.46%  |         |
| 2        | 無黨籍     | 施鐘     | 13,084  | 1.78%   |         |
| 3        | 民主進步黨 | 張俊雄   | 289,110 | 39.29%  |         |
| 4        | 無黨籍     | 鄭德耀   | 7,513   | 1.02%   |         |
| 5        | 新黨       | 湯阿根   | 25,413  | 3.45%   |         |
| 選舉人數 | 選舉人數   | 選舉人數 | 926,318 | 926,318 | 926,318 |
| 投票數   | 投票數     | 投票數   | 746,469 | 746,469 | 746,469 |
| 有效票   | 有效票     | 有效票   | 735,886 | 735,886 | 735,886 |
| 無效票   | 無效票     | 無效票   | 10,583  | 10,583  | 10,583  |
| 投票率   | 投票率     | 投票率   | 80.58%  | 80.58%  | 80.58%  |

#### 市議員
| 政黨                 | 共44席  | 共44席  | 共44席  |
| -------------------- | ------- | ------- | ------- |
| 政黨                 | 席次    | 得票數  | 得票率  |
| 中國國民黨           | 23      | 337,677 | 46.3%   |
| 民主進步黨           | 11      | 181,330 | 24.9%   |
| 新黨                 | 2       | 35,138  | 4.8%    |
| 勞動黨               | 0       | 1,563   | 0.2%    |
| 無黨籍及未經政黨推薦 | 8       | 173,960 | 23.8%   |
| 選舉人數             | 923,456 | 923,456 | 923,456 |
| 投票數               | 744,775 | 744,775 | 744,775 |
| 有效票               | 729,668 | 729,668 | 729,668 |
| 無效票               | 15,107  | 15,107  | 15,107  |
| 投票率               | 80.65%  | 80.65%  | 80.65%  |

### 引用
1. ↑  中選會資料庫網站 （页面存档备份，存于），中央選舉委員會
2. ↑  政治參與的擴大[]，中華民國教育部歷史文化學習網。「1992年第二次修定的憲法增修條文中，賦予地方自治明確的法源基礎，並且開放省市長民選。據此，立法院於1994年通過《省縣自治法》及《直轄市自治法》，台灣的地方自治正式進入依法實施的時代。同年年底，舉行第一屆省長、台北市長、高雄市長選舉。」
3. ↑  司法院釋字第四八一號解釋[]，中華民國司法院，1994年。「行政院據此所訂定之福建省政府組織規程，未規定由人民選舉省長及省議會議員，乃斟酌福建省之特殊情況所為之規定，為事實上所必需，符合母法授權之意旨，與憲法第七條人民在法律上平等之原則亦無違背。」
4. ↑  臺北市 （页面存档备份，存于），中華民國教育部：教育部重編國語辭典修訂本
5. ↑  土地面積、村里鄰、戶數暨現住人口數統計表 （页面存档备份，存于）中華民國內政部統計資訊網
6. ↑  93年全國客家人口基礎資料調查研究 （页面存档备份，存于），行政院客家委員會
7. ↑  台灣族群政治 （页面存档备份，存于），施正鋒／淡江大學公共行政學系副教授
8. ↑  中常委明補選…／不甩馬震怒 黃復興繼續鎖票 （页面存档备份，存于），中國國民黨全球資訊網。「但黃復興系統向來是國民黨鐵票區，藍營人士都等著看黨中央會如何處置。」
9. ↑  黃復興黨部 （页面存档备份，存于），中國國民黨全球資訊網
10. 1 2 3  臺灣省各縣市實施地方自治綱要 （页面存档备份，存于），台灣大百科全書
11. 1 2  Richter（2010年1月8日）臺北的世界大戰 （页面存档备份，存于），地圖會說話，痞客邦
12. ↑  台灣首屆縣市長選舉之研究（1950〜1951） （页面存档备份，存于），蔡秀玲，國立清華大學歷史研究所
13. 1 2 3 4  《中華民國選舉概況》，中央選舉委員會，1984年6月
14. ↑  台北市長．台北市民 （页面存档备份，存于），自由時報自由評論
15. 1 2 3 4  呂政達. . 大村文化出版. 1995年9月. ISBN 957-9356-72-6.
16. ↑  AB01 誓師高雄-陳水扁 1994.9.28 （页面存档备份，存于），32分00秒起，youtube。
17. ↑  1994年台北市長參選人辯論會 (1)[]，6分40秒起，youtube。
18. ↑  1994年台北市長參選人辯論會 (2)[]，0分10秒起，youtube。
19. ↑  1994年台北市長參選人辯論會 (2) （页面存档备份，存于），7分26秒起，youtube
20. ↑  1994年台北市長參選人辯論會 (2) （页面存档备份，存于），2分04秒起，youtube
21. ↑  1994年台北市長參選人辯論會 (1) （页面存档备份，存于），7分28秒起，youtube
22. ↑  1994年台北市長參選人辯論會 (1) （页面存档备份，存于），5分41秒起，youtube
23. ↑  1994年台北市長參選人辯論會 (1) （页面存档备份，存于），7分55秒起，youtube。
24. ↑  劉頂順, 高雄市地方派系之研究---以澎湖派、台南派為例[], 臺南師範學院鄉土文化研究所碩士論文, 2001
25. ↑  林文斌, 從派系競爭到政黨對抗？以台南、高雄地方政治為例 （页面存档备份，存于）

### 來源
- 中央選舉委員會選舉資料庫 省长（页面存档备份，存于） 省议员（页面存档备份，存于） 市长（页面存档备份，存于） 市议员（页面存档备份，存于）